# Copelatus luridescens
Copelatus luridescens är en skalbaggsart som beskrevs av Régimbart 1889. Copelatus luridescens ingår i släktet Copelatus och familjen dykare. Inga underarter finns listade i Catalogue of Life.